# Ґрунти Росії
Основні типи ґрунтів Росії
Тундрово-глеєві - малопотужні, містять мало гумусу, перезволожені, містять мало кисню. Поширені на півночі.
Підзолисті й дерново-підзолисті ґрунти, бідні гумусом і мінеральними елементами, оскільки рясні опади виносять живильні речовини з верхнього шару, і він здобуває колір золи (звідси й назва ґрунтів).Займають більше половини території країни. Підзолисті формуються під хвойними лісами, а дерново-підзолисті -  під змішаними.
Сірі лісові ґрунти формуються під листяними лісами й досить родючі. Великий рослинний опад і менш інтенсивне промивання в цій природній зоні сприяє нагромадженню гумусу.
Чорноземи – найродючіші ґрунти. Із залишків рослинності накопичується багато перегною. Чорноземом зайнято менш 10% території країни. Розповсюджений у зоні лісостепів і степів.
У більше сухому кліматі утворюються каштанові ґрунти. Вміст гумусу в них менший, тому що рослинний покрив стає розрідженим.
У пустельних областях з убогою рослинністю формуються бурі ґрунти напівпустель – сіроземи. Ці ґрунти часто засолені й містять мало гумусу.